# 후지급 전함
후지급 전함(일본어: 富士型戦艦)은 일본 제국 해군의 전노급전함으로 후지급 함은 2척이 건조되었다. 두 척 모두 영국에서 건조되어 1897년에 준공되었다. 2번함 ‘야시마’는 러일 전쟁에서 침몰했지만 1번함 ‘후지’는 태평양 전쟁이 끝날 때까지 48년간 해군에 재적하고 있었다.

## 배경
1880년대 후반 일본의 가상 적국이었던 청나라는 정원급 전함 ‘정원’과 ‘진원’ 2척 등 독일에서 건조한 여러 전함을 취역시켰다. 이 두 척은 상비배수량 7,144톤, 주무장은 크루프 스틸 30.5cm 연장포 2개 등이었다. 이에 대해 당시 일본 해군이 보유하고 있던 후소는 상비 배수량 3,717톤, 주무장은 크루프 24cm 단장포 4기 등으로 열세가 확연했다.
따라서 일본은 ‘정원’과 ‘진원’에 대항할 수 있는 전함의 건조를 계획했지만 예산이 확보되지 않았기 때문에 건조를 못하고 있었지만 1892년 11,400톤급 전함의 건조가 계획되었다. 뿐만 아니라도 예산 부족으로 폐안이 될 뻔 했지만 이듬해 메이지 천황이 궁정 비용을 절약하여 공무원 봉급 10%를 삭감하라는 칙령을 내고서야 간신히 예산이 확보되었다. 건조 영국에 발주되어 ‘후지’는 템즈 조선소, ‘야시마’는 암스트롱 휘트워스의 엘스윅 조선소에서 1894년에 착공 되었으나, 준공은 1897년 청일 전쟁에 맞추지 못해 참가하지 못했다.

## 개요
후지급은 영국 해군의 전노급 전함 ‘로얄사브린급’의 개량형이다. 영국은 수출 군함에서 자국 해군의 군함에 사용하는 기술을 테스트하는 전략을 채택하고 있었으며, 후지급도 그에 의거하여 최신 기술이 적용되었다. 주포는 새로 설계한 ‘암스트롱 30.5cm (40구경)포’를 채용했다.